# Melocactus paucispinus
Melocactus paucispinus es una especie de planta fanerógama de la familia Cactaceae. Es endémica del sudeste de Bahia en Brasil donde se encuentra en las secas sabanas. Está tratada en peligro de extinción por pérdida de hábitat. 

## Descripción
Melocactus paucispinus es de color gris-verdes, ya sea con cuerpo hemisférico o en forma de disco fuertemente deprimido que alcanza un tamaño de 7 a 12 centímetros altura y un diámetro de 15 a 19 centímetros. Los tallos están a menudo parcialmente enterrados en la arena. Tiene de 9 a 10 costillas. Una espina central puede estar ausente. Las 3 a 6 espinas radiales recurvadas, son grises y tienen una parte superior más oscura y miden de 2 a 3,2 cm de largo. El cefalio es lanoso de color blanco y fino de color rosa de 3 a 6 centímetros de altura y un diámetro de 7 a 8 centímetros. Las flores son rosadas de 1,8 a 2,6 cm de largo y tienen un diámetro 0,9 a 1,5 centímetros. Los frutos son de color rosa lila y de 1,4 a 1,9 centímetros de longitud.

## Taxonomía
Melocactus paucispinus fue descrita por Heimen & R.J.Paul y publicado en Kakteen und andere Sukkulenten 34: 227–229. 1983.
Etimología
Melocactus: nombre genérico, utilizado por primera vez por Tournefort, proviene del latín melo, abreviación de melopepo (término con que Plinio el Viejo designaba al melón). Se distingue de las demás cactáceas cilíndricas por tener un cefalio o gorro rojo, razón por la que los primeros españoles que llegaron a Sudamérica le llamaban "gorro turco".
paucispinus: epíteto latino que significa "con pocas espinas".